# Franziska Schubert (Schauspielerin)
Franziska Schubert (* 1979 in Gifhorn) ist eine deutsche Schauspielerin.

## Leben
Franziska Schubert wuchs in Braunschweig auf und studierte von 2000 bis 2004 an der Hochschule für Schauspielkunst „Ernst Busch“ Berlin. Unmittelbar nach dem erfolgreichen Abschluss trat sie ihr erstes Engagement am Theater Bremen an, dessen Ensemble sie bis 2012 angehörte und wo sie auch heute noch als mittlerweile freischaffend tätige Schauspielerin gastweise auftritt. 
Weitere Stationen ihrer Bühnenlaufbahn waren das Deutsche Schauspielhaus in Hamburg und das Oldenburgische Staatstheater sowie in der Schweiz das Luzerner Theater und das Stadttheater Bern. Daneben ist Schubert Mitglied des Theaterprojektes Das Haus im hessischen Spangenberg.
Gelegentlich übernimmt Franziska Schubert Aufgaben vor der Kamera und arbeitet als Hörspielsprecherin. Sie lebt in Bremen.

## Filmografie (Auswahl)
- 2007: Paula Modersohn-Becker – Geschichte einer Malerin
- 2009: Flemming – Verbrannte Erde
- 2010: Die Kinder von Paris (La rafle)
- 2012: Tatort – Ordnung im Lot
- 2013: Arnes Nachlass
- 2019: Tatort – Der Pakt

## Hörspiele
- 2005: Jane Eyre – Autorin: Charlotte Brontë – Regie: Christiane Ohaus
- 2008: Radio-Tatort: Schrei der Gänse – Autor: John von Düffel – Regie: Christiane Ohaus